# Vojvodskap

Ett vojvodskap (polska: województwo, serbiska: vojvodstvo eller vojvodina, rumänska: voievodat) är traditionellt i östeuropeiska länder en provins som lyder under en guvernör med titeln vojvod. Exempelvis kallas de administrativa provinserna i Polen för vojvodskap, vilket ungefärligen motsvarar Sveriges indelning i län. Ordet vojvodskap brukar ibland översättas till "hertigdöme".